# Jorge de Bagration
Jorge de Bagration y de Mukhrani, ook bekend als Giorgi Bagration-Mukhraneli of George Bagration of Mukhrani (Georgisch: გიორგი (ხორხე) ბაგრატიონ-მუხრანელი) (Rome, Italië, 22 februari 1944 - Tbilisi, Georgië, 16 januari 2008) was een Spaans autocoureur van Georgische afkomst en lid van de familie Bagrationi.
De Bagration maakte zijn motorsportdebuut in 1959 en begon vanaf 1963 ook in de autosport te rijden. Hij schreef zich twee keer in voor een Formule 1-race, de eerste in zijn thuisrace in 1968 voor het team Lola, maar hij werd in deze race geweigerd. Zijn tweede poging was ook in Spanje in 1974, maar werd slachtoffer van een ongunstige samenloop van omstandigheden. Hij zou meedoen voor het team Surtees en stond op de inschrijflijst. Deze inschrijflijst is echter verdwenen toen de vertrekkende president van de Spaanse Motorsportfederatie zijn bureau opruimde. Toen er een nieuwe inschrijflijst werd gemaakt, werd De Bagration door sponsorproblemen niet op deze lijst vermeld. Of hij wel of niet in staat zou zijn om te racen met zijn weinige steun, zou hij toch op de inschrijflijst gestaan moeten hebben. Dit beëindigde de hoop van De Bagration om deel te nemen in de Formule 1.
In 1972 en 1973 deed hij mee aan de 24 uur van Le Mans. In 1972 deed hij dit voor het team Ecurie Bonnier Zwitserland met als teamgenoten Hughes de Fierlandt en Mário de Araújo Cabral, maar zij vielen al na 26 ronden uit. In 1973 reed hij voor het team Escuderia Montjuich met als teamgenoot José Juncadella, maar ook deze keer viel hij uit, nu na 52 ronden.
Later stapte hij over naar de rallysport, waar hij het Spaanse Rallykampioenschap in 1979 en 1981 won met een Lancia Stratos HF. In 1982 zei De Bagration de autosport vaarwel.
Hij overleed in 2008 aan de gevolgen van hepatitis.